# Pol Slock
Polydorus Fredericus „Pol” Slock (ur. 9 listopada 1896 w Gandawie, zm. 28 stycznia 1943 tamże) – belgijski zapaśnik walczący w stylu klasycznym. Olimpijczyk z Paryża 1924, gdzie zajął siedemnaste miejsce w wadze koguciej.

## Turniej wParyżu 1924
| Konkurencja          | Walki                 | Walki              | Klas. końcowa |
| Konkurencja          | Przeciwnik I          | Przeciwnik II      | Miejsce       |
| -------------------- | --------------------- | ------------------ | ------------- |
| 58 kg styl klasyczny | Eduard Pütsep (EST) P | Théo Kueny (FRA) P | 17.           |